# Surinaamse Academie voor Beeldende Kunsten
De Surinaamse Academie voor Beeldende Kunsten (SABK) was een kunstacademie in Paramaribo, Suriname.
De SABK was een stichting en werd eind 1966 opgericht met behulp van subsidie van Sticusa. Achter de oprichting stonden kunstenaars als Jules Chin A Foeng, Alphons Maynard en Paul Woei.
Op 17 december 1969 werd een studentenvereniging opgericht onder de naam Vereniging tot Stimulering van de Kunst in Suriname.
Na een interne conflicten splitste Jules Chin A Foeng zich van de SABK af en richtte met Victor de La Fuente het Nationaal Instituut voor Kunst en Kultuur (NIKK) op, waarmee het nationalisme en surinamisme uitgedragen werd en met docenten uit Suriname zelf gewerkt werd. Met ingezonden stukken in De Vrije Stem zetten Foeng en het NIKK zich af tegen het niveau van de leerlingen van de SABK, met verdere polemiek tot gevolg.